# Affleurement

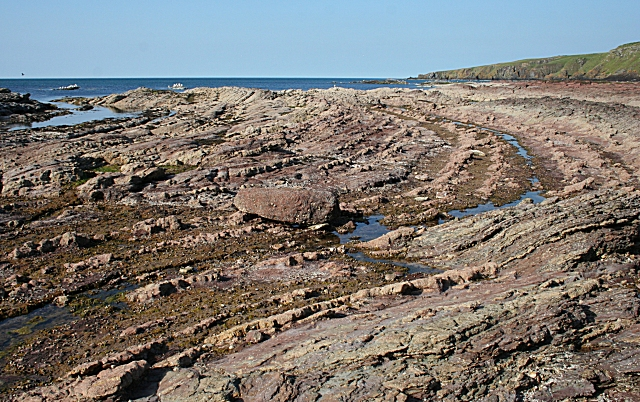
Une plateforme littorale peut constituer un véritable musée géologique à ciel ouvert, l'affleurement de grès montrant ici des plis décamétriques.

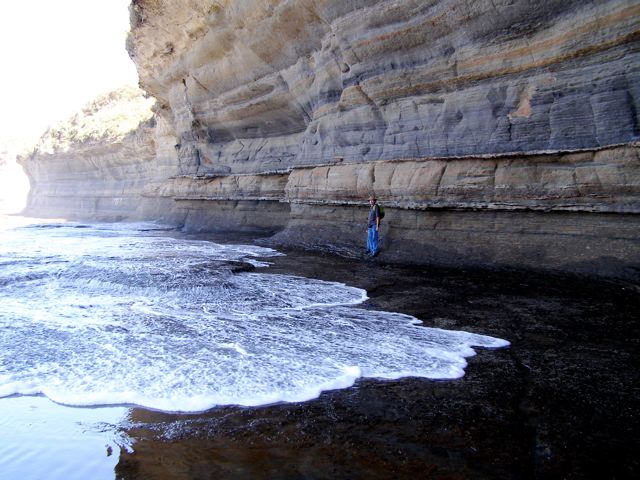
Affleurement, dû à l'érosion marine, mettant en évidence des strates rocheuses dans le sous-sol.

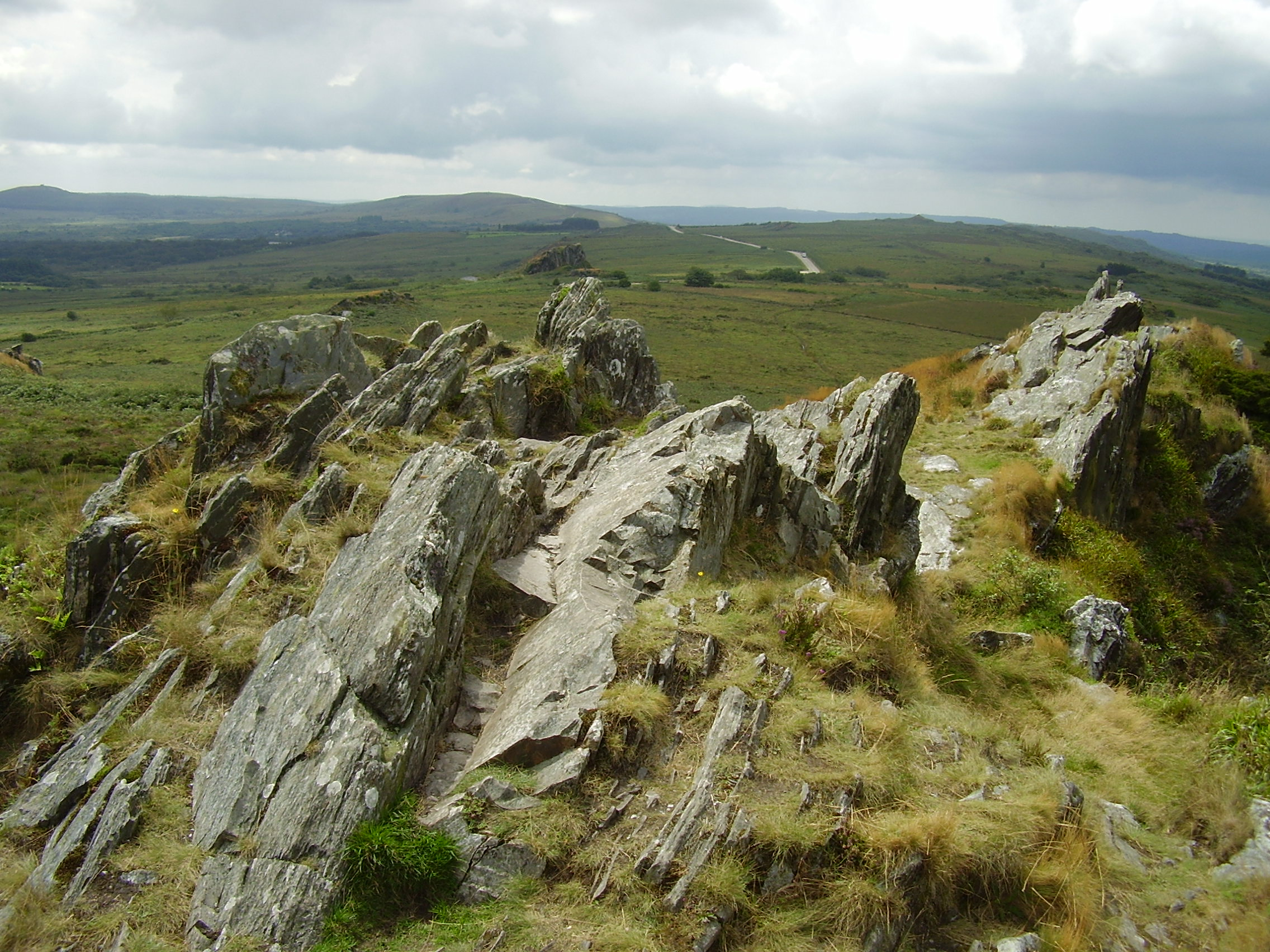
Affleurements rocheux, caractéristiques du paysage des monts d'Arrée et des environs de Plounéour-Ménez (ici, le lieu-dit Roc'h Trevezel), Bretagne).

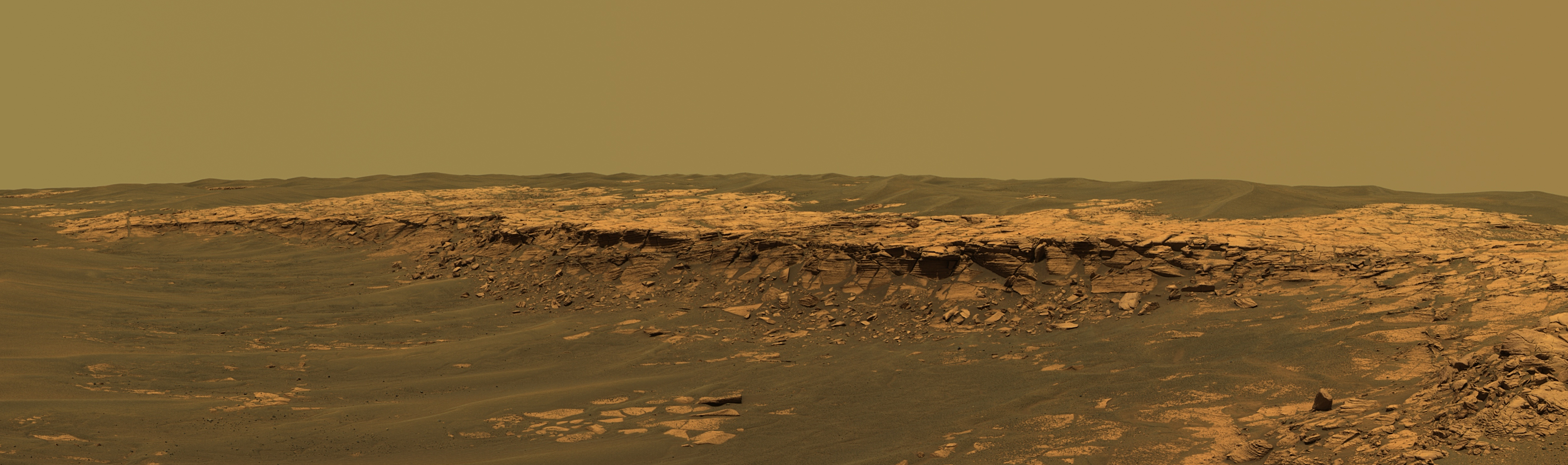
Affleurement extra-terrestre, sur Mars, où le socle rocheux émerge de la poussière et du sable.

En géologie, un affleurement est un ensemble de roches non séparées du sous-sol, étant mis à nu par un ensemble de facteurs (érosion hydraulique, fluvioglaciaire, marine ou activité humaine) sans être masquées par des formations superficielles (sol, éboulis, alluvions, dépôts éoliens ou glaciaires…).
L'affleurement proprement dit est le site où la roche constituant le sous-sol apparaît à la surface. Sur la majeure partie de la surface terrestre de la Terre car, dans la plupart des endroits, le substratum rocheux ou les dépôts de surface sont recouverts d'une couverture de sol et de végétation, si bien que l'affleurement ne peut être ni vu ni examiné de près.

## Origine
Les affleurements, pérennes ou temporaires, peuvent être naturels (rochers, parois, promontoires, montagnes, etc.), principalement localisés là où il y a eu érosion (versants de rivières etc.). Ils peuvent aussi être artificiels d'origine anthropique (carrières, talus de route, fossés, fondations de bâtiments, travaux de génie civil tels que les tranchées, tunnels, nouvelles routes, etc.).
Par exemple, l'affleurement d'une route est le fait que cette dernière n'ait pas de bas côté pour pouvoir stationner. Cela peut être dû à un éboulement de terre ou de rochers à proximité de la route. Ce phénomène s'observe notamment sur les routes de montagne lorsque celles-ci sont très proches du ravin.

## Dans le paysage
Dans le paysage, il y a un affleurement quand les roches du sous-sol ne sont pas recouvertes par le sol, la végétation ou des constructions. La discontinuité peut être évidente ou discrète. Parfois, quand le substrat est différent (plus pauvre en général), l'habitat change : la flore et la faune y sont différentes, même s'il ne s'agit pas d'un relief visible. Certains affleurements peuvent donc présenter un intérêt paysager, géologique et écologique (biodiversité spécifique) justifiant éventuellement une protection.

## Sur une carte géologique
Sur les cartes géologiques, les affleurements sont généralement limités par des contours géologiques. Pour ces cartes, on emploie souvent et abusivement le mot affleurement pour désigner des terrains qui sont on réalité cachés par quelques décimètres de formations superficielles (sol, alluvions).

## Galerie

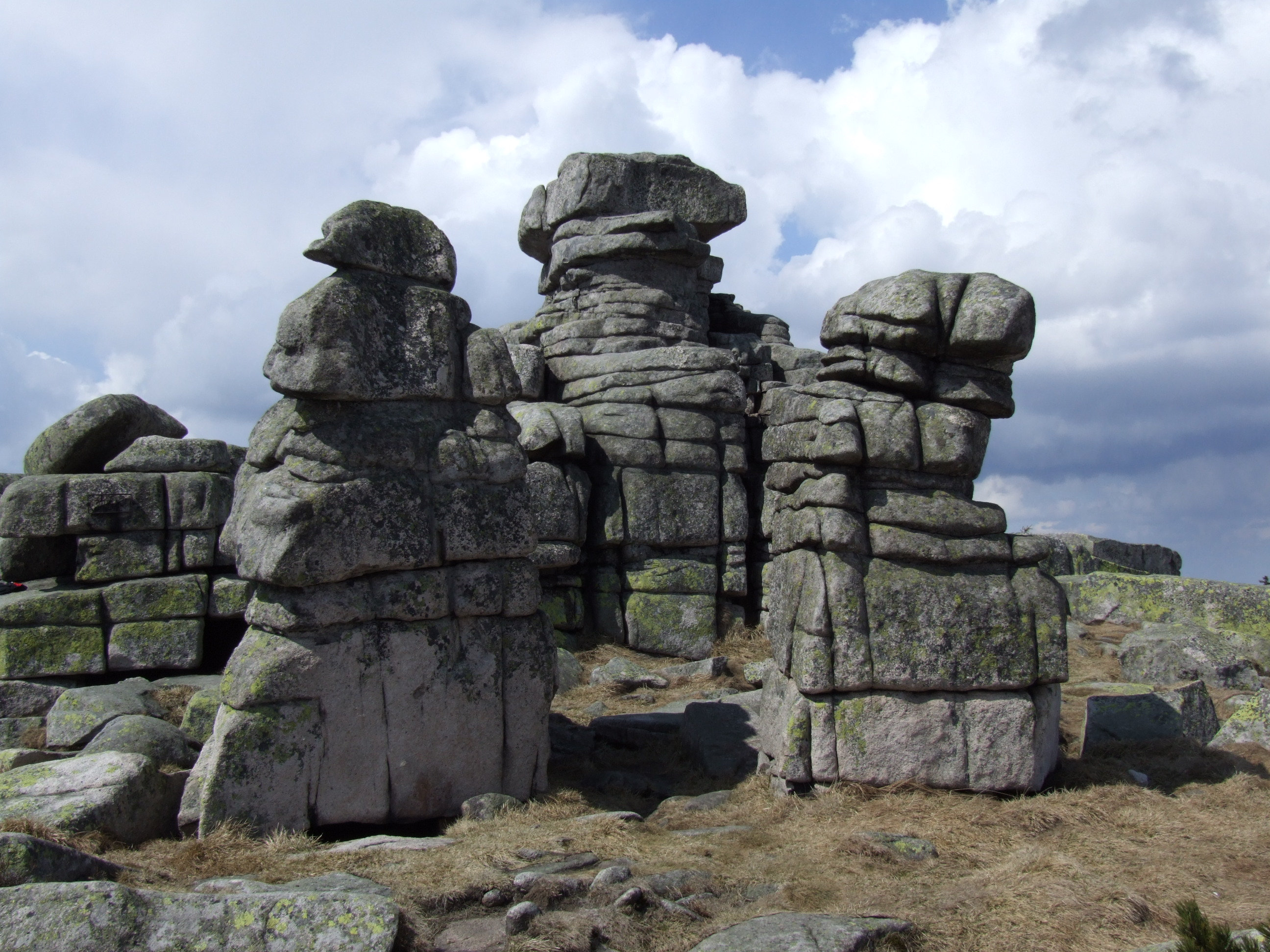
Vue des Śląskie Kamienie (en), à la frontière polono-tchèque.
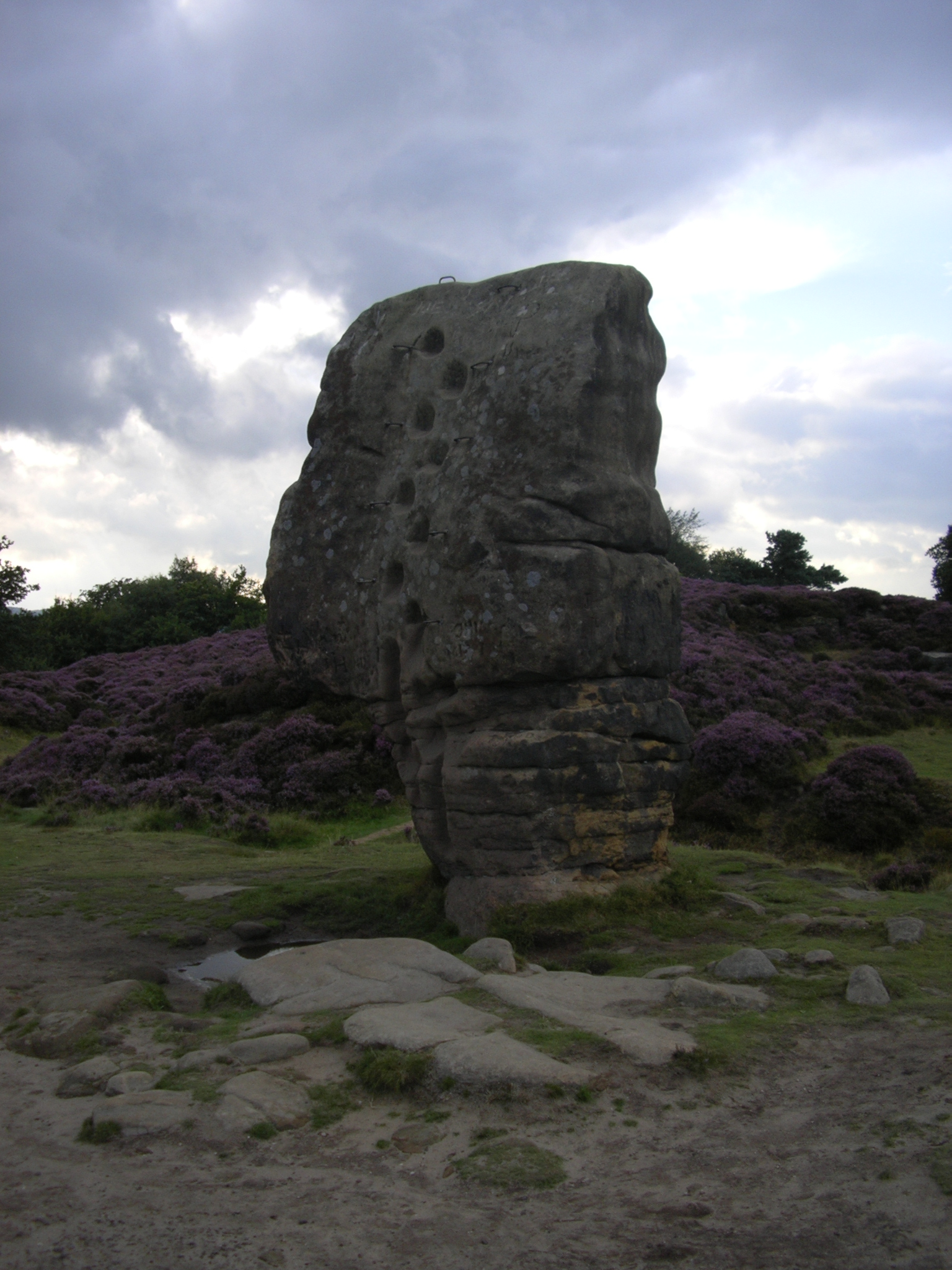
La Cork Stone, en Angleterre.
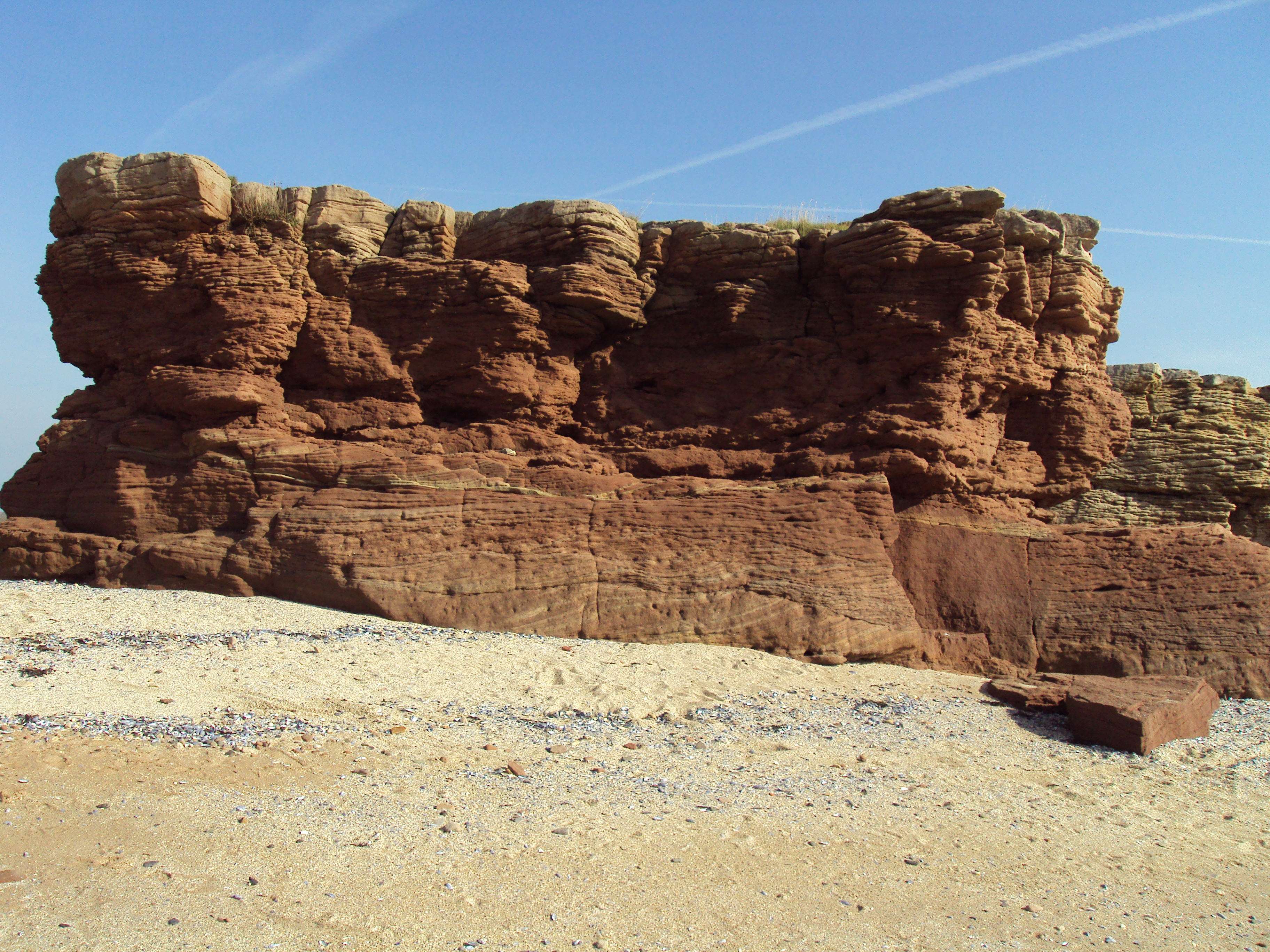
Affleurement aux Hilbre Islands (en), en Angleterre.